# Енді Джессі
Ендрю Р. Джессі (нар. 13 січня 1968 р.) — американський бізнесмен, який є президентом і генеральним директором Amazon з 5 липня 2021 року. Джессі керував Amazon Web Services (AWS) з моменту її створення в 2003 році. Він замінив Джеффа Безоса на посаді президента та генерального директора Amazon 5 липня 2021 року, а Безос став виконавчим головою. Він є одним з власників «Сіетл Кракена» в Національній хокейній лізі.

## Ранні роки життя та освіта
Джессі — син Марджері та Еверетта Л. Джессі зі Скарсдейла, штат Нью-Йорк. Він єврей з угорським походженням. Його батько був старшим партнером корпоративної юридичної фірми Dewey Ballantine у Нью-Йорку та головою комітету управління фірми. Джессі виріс у Скарсдейлі та відвідував середню школу Скарсдейла де грав у футбол та теніс.
Джессі закінчив з відзнакою, cum laude, Гарвардський коледж, де він був менеджером з реклами The Harvard Crimson, до того, як здобув ступінь MBA в Гарвардській школі бізнесу.

## Кар'єра
Джессі працював протягом 5 років після закінчення університету, перш ніж вступити до програми МВА. Він працював менеджером проектів у колекційній компанії MBI, а потім разом із колегою MBI заснував компанію та закрив її.
Він приєднався до Amazon менеджером з маркетингу в 1997 році разом з кількома іншими колегами з Гарвард MBA.
У 2003 році він та Джефф Безос виступили з ідеєю створити хмарну обчислювальну платформу, яка стане відомою як Amazon Web Services (AWS), яка була запущена в 2006 році. Джессі очолював AWS та її команду з 57 чоловік.
У березні 2016 року Джессі був визнаний Людиною року за версією Financial Times. Через місяць Джассі отримав посаду старшого віце-президента і став генеральним директором AWS.  Того року Джесі заробив 36,6 мільйона доларів.У лютому 2021 року було оголошено, що Джессі стане наступником Безоса на посаді генерального директора Amazon десь у третьому кварталі 2021 року, а Безос перейде на посаду виконавчого голови. Це набрало чинності 5 липня 2021 р.
Окрім своїх ролей в Amazon, Джессі також є головою Рейніє Преп, школи чартерів у Сіетлі.

## Особисте життя
У 1997 році Джессі одружився з Еланою Рошель Каплан, модельєром для Едді Бауера та випускницею текстильного та наукового коледжу Філадельфії, в готелі Loews Santa Monica Beach. Їх весілля відслужив нью-йоркський рабин Джеймс Брандт, двоюрідний брат Елани. Обидва їхні батьки були старшими партнерами в юридичній фірмі Dewey Ballantine. У них двоє дітей.
Вони живуть у районі Капітолій-Хілл у Сіетлі, у будинку площею 10 000 квадратних футів, придбаному в 2009 році за 3,1 мільйона доларів. У жовтні 2020 року повідомлялося, що Джессі придбав будинок у Санта-Моніці, штат Каліфорнія, за 6,7 мільйона доларів.